# 70e Ōshō (shogi) 2019-2020
«Édition précédente (69)
70e Ōshō
Édition suivante (71)»
Le 70e

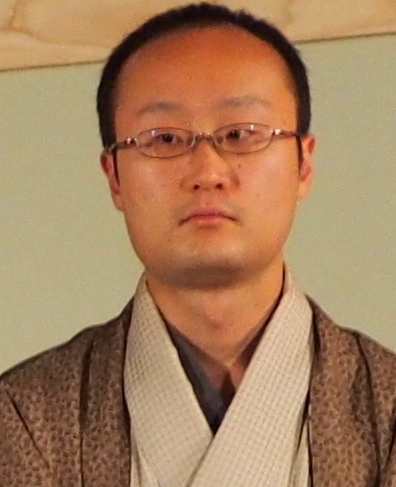
Akira Watanabe, le vainqueur du tournoi.

Osho (第70期王将戦) est une compétition majeure du shogi professionnel japonais organisée d'avril 2020 à mars 2021 (comptant pour la saison japonaise 2019-2020)

## Oshosen Nana-ban Shobu
Le championnat Osho oppose dans un match en sept parties le tenant du titre Akira Watanabe (渡辺明) au challenger Takuya Nagase (永瀬 拓矢) vainqueur du Chōsen-sha kettei rīgu-sen (挑戦者決定リーグ戦). Akira Watanabe défend son titre par 4 victoire à 2.
| Akira Watanabe 渡辺明                | Akira Watanabe 渡辺明 | Akira Watanabe 渡辺明 | Akira Watanabe 渡辺明 | Akira Watanabe 渡辺明 | Akira Watanabe 渡辺明 | Akira Watanabe 渡辺明 | Akira Watanabe 渡辺明 | Akira Watanabe 渡辺明 | Akira Watanabe 渡辺明 | Akira Watanabe 渡辺明             |
| Partie                               | Date                  | Sente                 | Sente                 | Né en                 | Gote                  | Gote                  | Né en                 | Watanabe              | Nagase                | Lieu                              |
| ------------------------------------ | --------------------- | --------------------- | --------------------- | --------------------- | --------------------- | --------------------- | --------------------- | --------------------- | --------------------- | --------------------------------- |
| 1                                    | 10/01                 | Akira Watanabe        | 渡辺明                | 1984                  | Takuya Nagase         | 永瀬 拓矢             | 1992                  | 1                     |                       | Château de Kakegawa (Shizuoka)    |
| 2                                    | 23/01                 | Takuya Nagase         | 永瀬 拓矢             | 1992                  | Akira Watanabe        | 渡辺明                | 1984                  | 2                     |                       | Sansuikan (ja) Takatsuki, (Osaka) |
| 3                                    | 30/01                 | Akira Watanabe        | 渡辺明                | 1984                  | Takuya Nagase         | 永瀬 拓矢             | 1992                  | 3                     |                       | Otawara (Tochigi)                 |
| 4                                    | 13/02                 | Takuya Nagase         | 永瀬 拓矢             | 1992                  | Akira Watanabe        | 渡辺明                | 1984                  |                       | 1                     | Tachikawa (Tokyo)                 |
| 5                                    | 01/03                 | Akira Watanabe        | 渡辺明                | 1984                  | Takuya Nagase         | 永瀬 拓矢             | 1992                  |                       | 2                     | Kamimine (Saga)                   |
| 6                                    | 13/03                 | Akira Watanabe        | 渡辺明                | 1992                  | Takuya Nagase         | 永瀬 拓矢             | 1984                  | 4                     |                       | Sanbe onsen (ja) Ōda (Shimane)    |
| 7                                    | 20/03                 |                       |                       |                       |                       |                       |                       |                       |                       | Shiizaki onsen Sadō (Niigata)     |
| Akira Watanabe bat Takuya Nagase 4-2 |                       |                       |                       |                       |                       |                       |                       |                       |                       |                                   |

### Liste des parties
1. ↑  (ja) 6shogi, « ▲Akira Watanabe − △Takuya Nagase 1-0 "Kakugawari aikoshikake gin" 70e Osho, Nanabanshobu, partie 1 », sur ロックショウギ,‎ 10 janvier 2021 (consulté le 6 octobre 2022)
2. ↑  (ja) 6shogi, « ▲Takuya Nagase − △Akira Watanabe 0-1 " " 70e Osho, Nanaban shobu, partie 2 », sur ロックショウギ,‎ 23 janvier 2021 (consulté le 7 octobre 2022)
3. ↑  (ja) 6shogi, « ▲Akira Watanabe − △Takuya Nagase 1-0 "aigakari" 70e Osho, Nanaban shobu, partie 3 », sur ロックショウギ,‎ 30 janvier 2021 (consulté le 7 octobre 2022)
4. ↑  (ja) 6shogi, « ▲Takuya Nagase − △Akira Watanabe 1-0 "rikisen ibisha gangi" 70e Osho, Nanaban shobu, partie 4 », sur ロックショウギ,‎ 13 février 2021 (consulté le 7 octobre 2022)
5. ↑  (ja) 6shogi, « ▲Akira Watanabe − △Takuya Nagase 0-1 70e Osho , nanaban shobu, partie 5 », sur ロックショウギ,‎ 1er mars 2021 (consulté le 7 octobre 2022)
6. ↑  (ja) 6shogi, « ▲Akira Watanabe − △Takuya Nagase SENNICHITE 70e Osho, Nanaban shobu, partie 6 », sur ロックショウギ,‎ 13 mars 2021 (consulté le 7 octobre 2022)

## Chōsen-sha kettei rīgu-sen
Le tournoi des candidats (挑戦者決定リーグ戦) a réuni 7 joueurs.
4 qualifiés d'office sur la base des résultats du 69e Osho :
- Akihito Hirose
- Masayuki Toyoshima
- Yoshiharu Habu
- Sōta Fujii

3 qualifiés issus des Niji-Yosen :
- Takuya Nagase
- Amahiko Sato
- Kazuki Kimura

Takuya Nagase devient le prétendant du Roi Akira Watanabe en triomphant à la suite d'un barrage de Masayuki Toyoshima.
Masayuki Toyoshima, Yoshiharu Habu et Akihito Hirose sont qualifiés d'office pour le chosen-Sha Kettei rigu-sen du 70e Osho

|                                     | Joueurs            | Joueurs   | Né en | 1 | 2 | 3 | 4 | 5 | 6 | 7 | Victoires | Défaites | n° |
| 1                                   | Masayuki Toyoshima | 豊島竜王  |       |   |   |   |   |   |   |   | 5         | 1        | 2  |
| 2                                   | Takuya Nagase      |           |       |   |   |   |   |   |   |   | 5         | 1        | 5  |
| Takuya Nagase bat Masyuki Toyoshima |                    |           |       |   |   |   |   |   |   |   |           |          |    |
| 3                                   | Yoshiharu Habu     | 羽生善治  |       |   |   |   |   |   |   |   | 4         | 2        | 3  |
| 4                                   | Akihito Hirose     | 広瀬 章人 |       |   |   |   |   |   |   |   | 3         | 3        | 1  |
| 5                                   | Sōta Fujii         | 藤井聡太  |       |   |   |   |   |   |   |   | 3         | 3        | 4  |
| 6                                   | Amahiko Satō       | 佐藤天彦  |       |   |   |   |   |   |   |   | 1         | 5        | 6  |
| 7                                   | Kazuki Kimura      |           |       |   |   |   |   |   |   |   | 0         | 6        | 6  |